# Bầu cử quốc hội Abkhazia 2022
Cuộc bầu cử quốc hội được tổ chức tại Abkhazia vào ngày 12 tháng 3 năm 2022, với vòng thứ hai diễn ra vào ngày 26 tháng 3.